# San Juan de Gredos
San Juan de Gredos ist ein zentralspanischer Ort und eine Gemeinde (Municipio) mit 228 Einwohnern (Stand: 2024) in der Provinz Ávila in der Autonomen Region Kastilien-León. Die Gemeinde San Juan de Gredos besteht aus den Ortschaften La Herguijuela, Navacepeda de Tormes und San Bartolomé de Tormes, die 1974 zusammengeschlossen wurden. Der Verwaltungssitz befindet sich in Navacepeda de Tormes. 

## Lage und Klima
Die Gemeinde San Juan de Gredos liegt auf der Ostseite der Sierra de Gredos im Südwesten der Provinz Ávila in einer Höhe von ca. 1350 m. Die Entfernung nach Ávila beträgt knapp 70 km (Fahrtstrecke) in nordöstlicher Richtung. Das Klima ist gemäßigt bis warm; der Regen fällt mit Ausnahme der trockenen Sommermonate übers Jahr verteilt.

## Bevölkerungsentwicklung
| Jahr      | 1981 | 1991 | 2001 | 2011 | 2021 |
| Einwohner | 707  | 495  | 377  | 317  | 257  |

## Sehenswürdigkeiten
- Kirche Mariä Engeln in La Herguijuela
- Johannes-der-Täufer-Kirche in Navacepeda de Tormes
- Bartholomäuskirche in San Bartolomé de Tormes

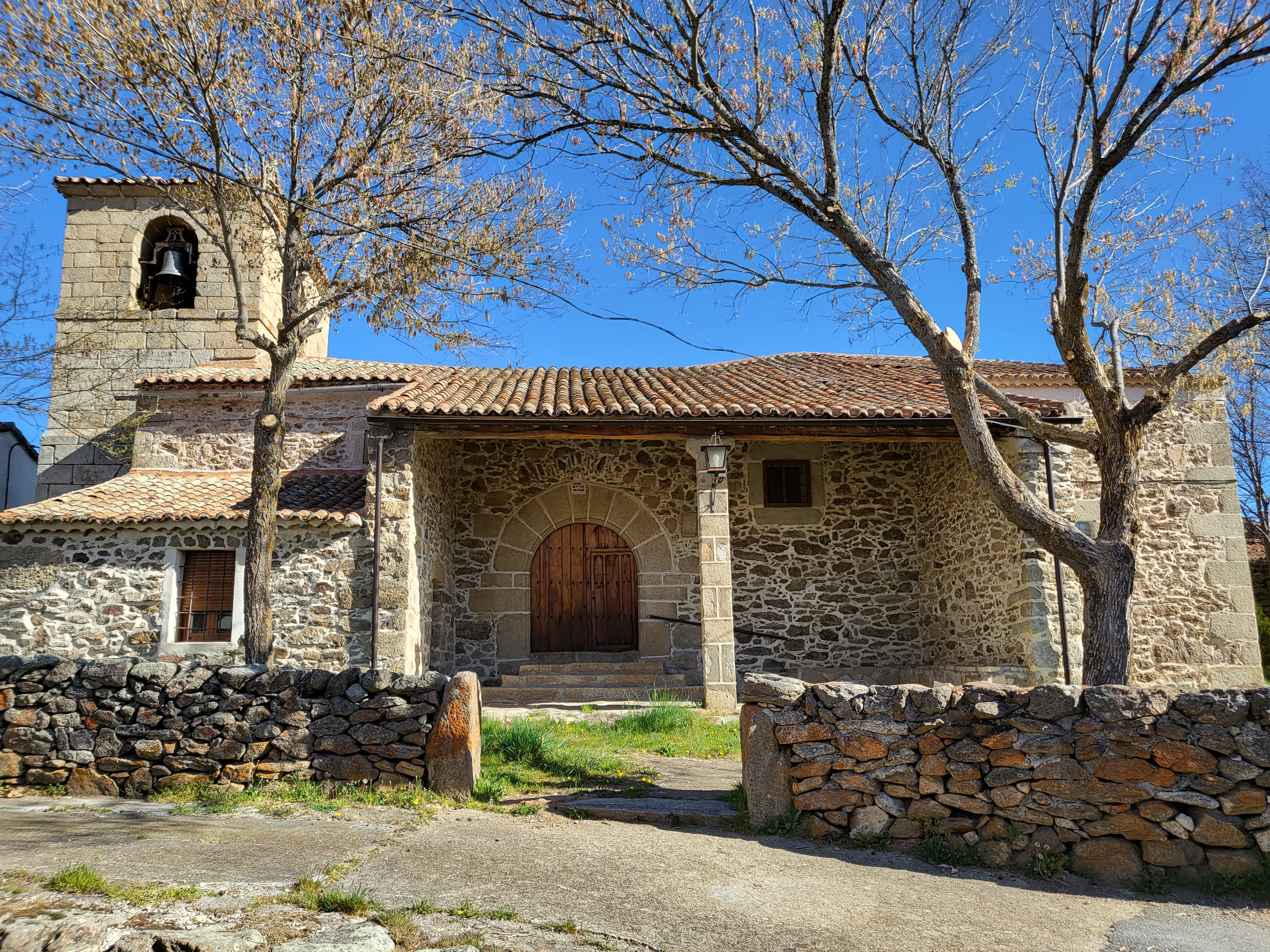
Kirche Mariä Engeln
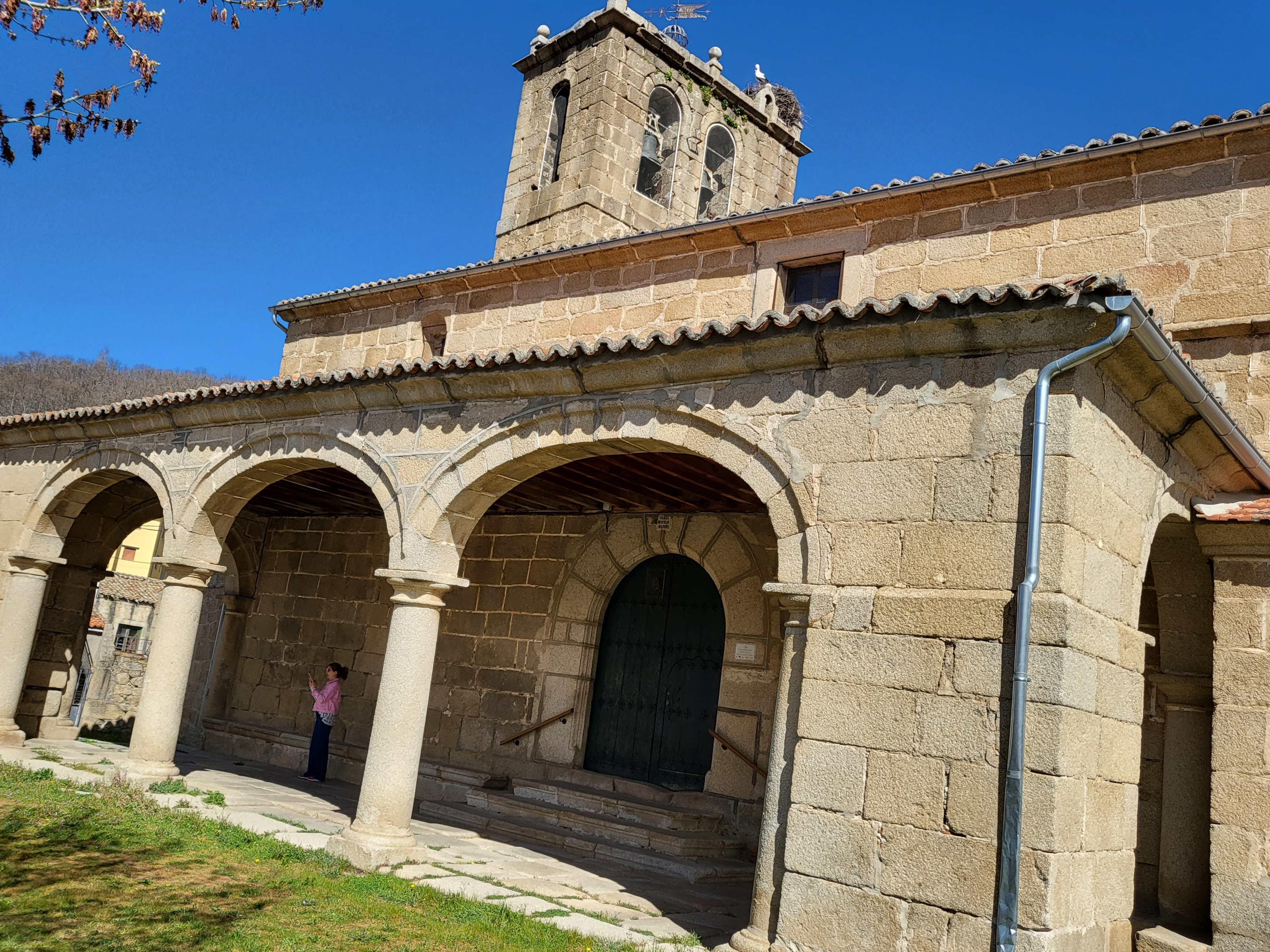
Johannes-der-Täufer-Kirche
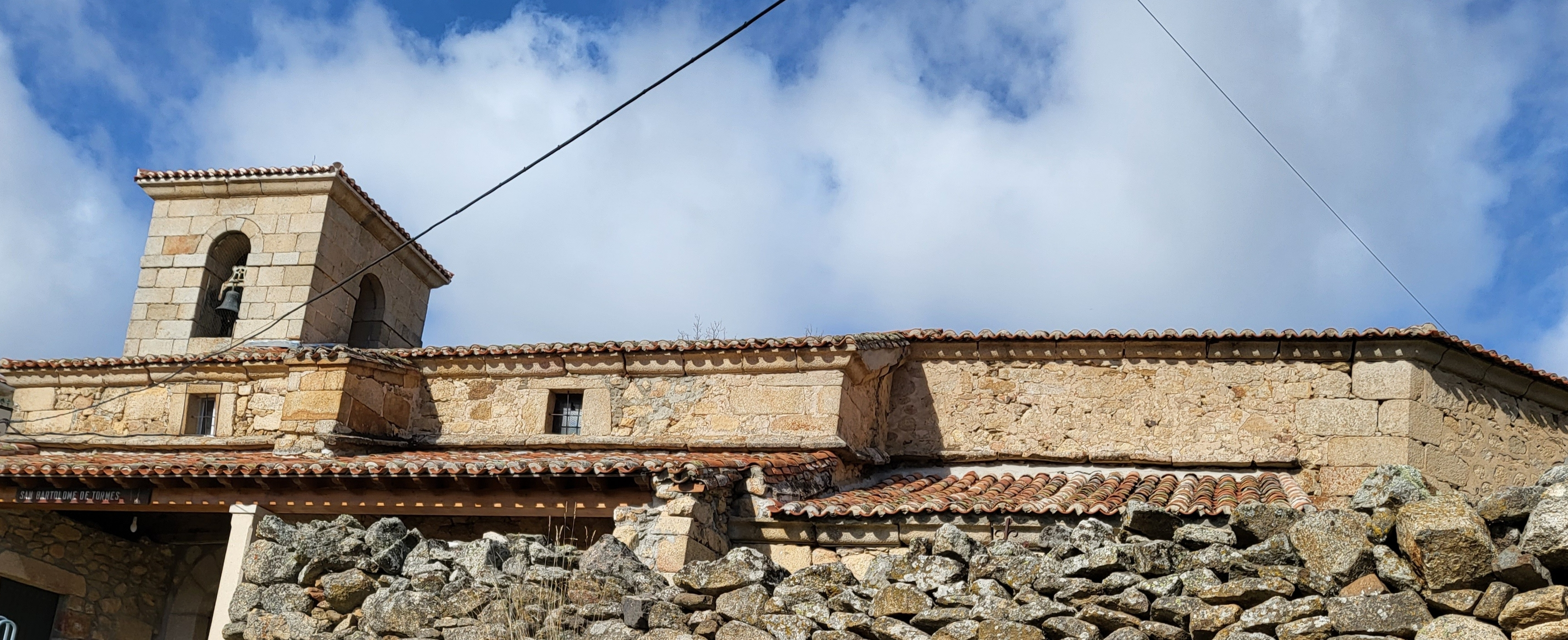
Bartholomäuskirche